# 宇高国道フェリー

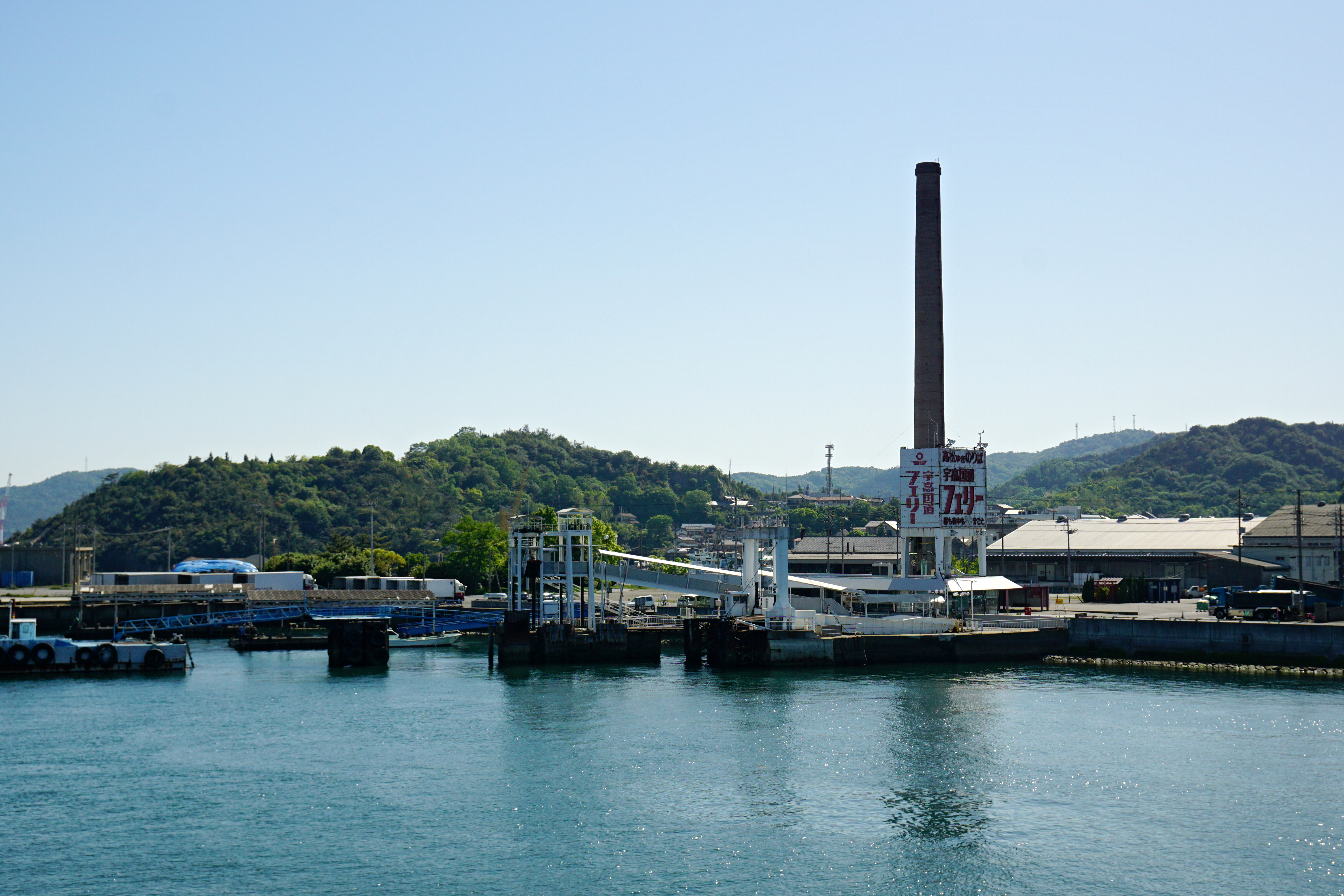
宇野港の宇高国道フェリー専用バース

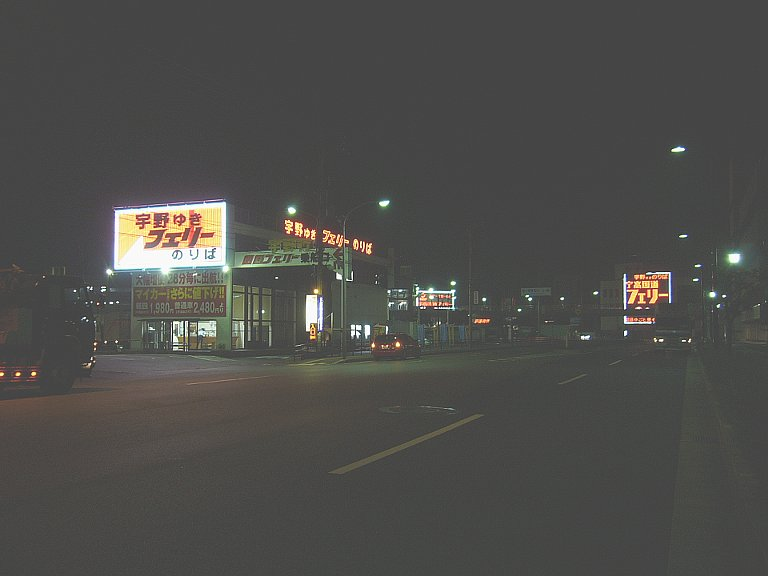
高松港の宇高国道フェリー乗り場（右奥）

宇高国道フェリー株式会社（うたかこくどうフェリー、登記上の商号: 宇高国道フエリー株式会社）は、香川県高松市の企業。かつては宇高航路を主軸とする海運会社だったが、2012年に航路の休止届を出しており、以降はサービス業を主軸としている。
廃止されたJR四国（旧・国鉄）の宇高連絡船は「うこう」と呼称していたが、宇高国道フェリーは海上保安庁の呼称に従い「うたか」としていた。

## 概要
1961年設立、それまで四国自動車航送(現・四国フェリー)、日通フェリーの二社が貨物フェリーを運航していた、国道30号の海上区間を成す岡山県玉野市の宇野港と香川県高松市にある高松港を結ぶ宇高航路に、初めての旅客フェリーとして、同年8月11日運航を開始した。その後順調に運航を続け、1980年代には総トン数1,000t前後のフェリー8隻によって、24時間運航・一日68往復のダイヤに至っていた。
1988年の瀬戸大橋開通後は減船とともに、699tの新造船で船型を統一するなどの合理化が行われたが、2008年までは一日50往復のダイヤが維持された。
2008年4月から、国道フェリー株式会社に航路を全面移管し、船舶運航事業から撤退した。
一方、同航路の移管を受けた国道フェリー株式会社は、「宇高国道フェリー」という航路名称をそのまま引き継いで運航をおこなっていた。同航路においては、瀬戸大橋との対抗上、乗用車については往復割引・回数券・コンビニエンスストアでの割引乗船券を発売するなどの様々なサービスが行われていたが、利用者の減少から2012年10月17日の運航を以って運休となった。なお、国道フェリー株式会社は2021年に清算されており、法人格が消滅している。

## 航路
以下は休止時点での運航概要である。
- 宇高航路
  - 運航区間：高松港（香川県高松市） - 宇野港（岡山県玉野市）
  - 運航本数：フェリー13往復（6 - 21時台、概ね1 - 2時間毎）
  - 所要時間：約60分

最盛期は「昼も夜も19分ごと」のキャッチフレーズで、前述の通り、24時間/68往復の運航であった。
2012年6月3日のダイヤ変更で24時間運航をとりやめ、深夜は運航しなくなった。深夜時間帯の宇高航路は四国フェリーのみの運航となったが、四国フェリーも2014年7月で深夜便を廃止している。
創業以来宇野-高松間の航路のみを運航してきたが、第二航路として詫間（三豊市） - 水島（倉敷市）の開設を検討していた時期があった。最終的に航路開設は実現しなかったが、その名残として現在も詫間に「宇高国道フェリー 詫間-水島 仮営業所」の看板を上げた建物が残っている。

## 船舶

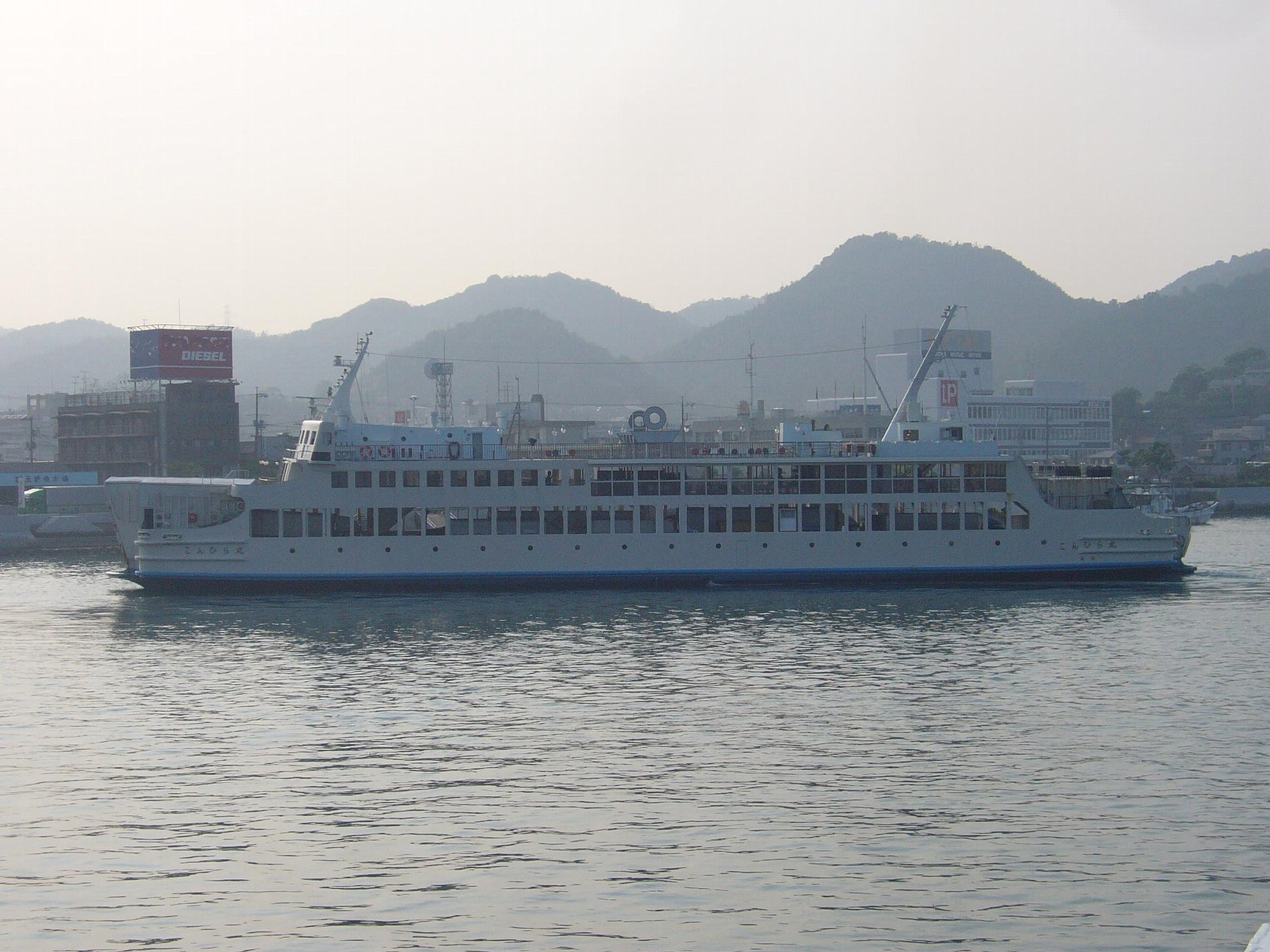
こんぴら丸 - 宇野港

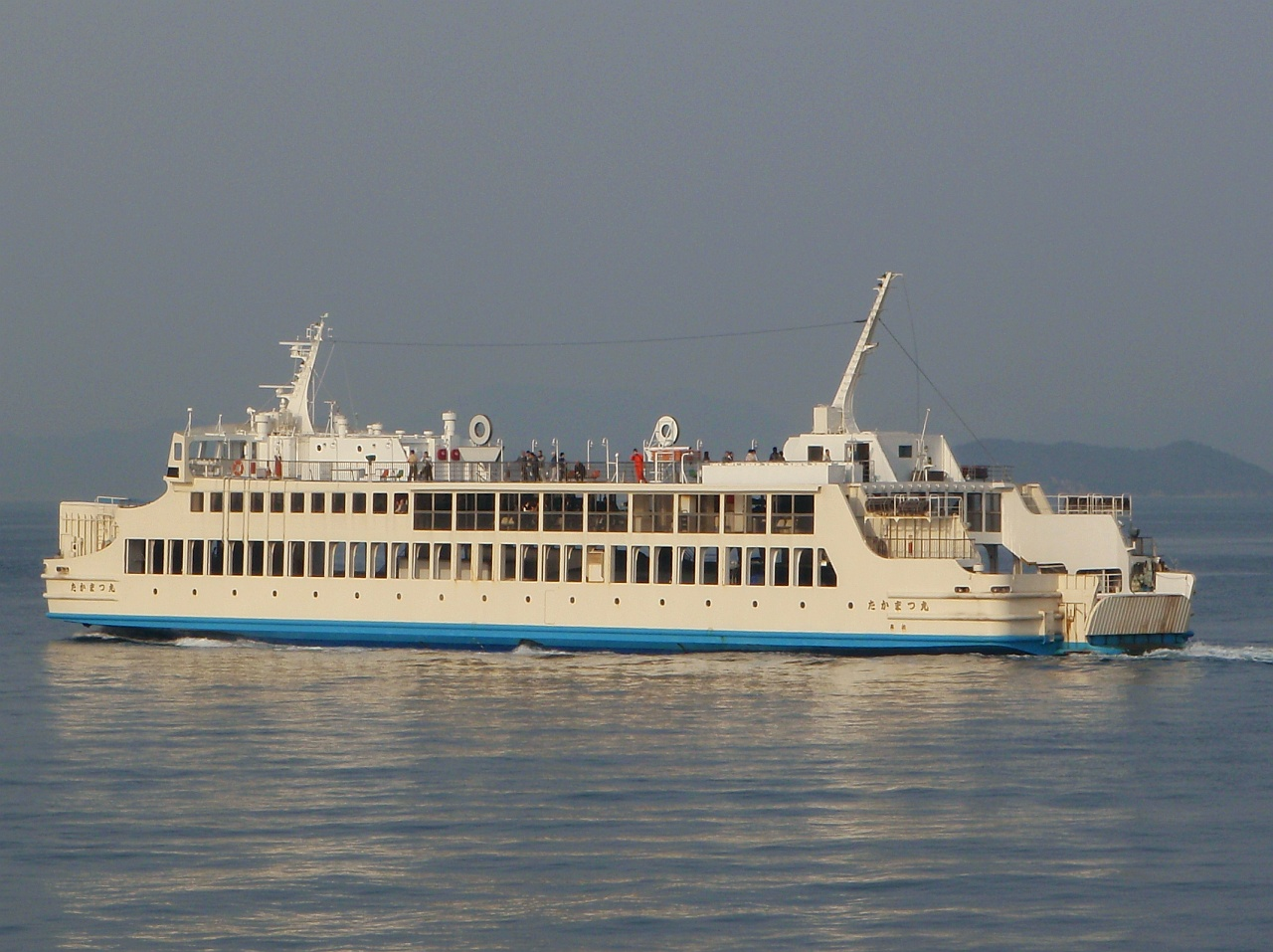
たかまつ丸 - 高松港

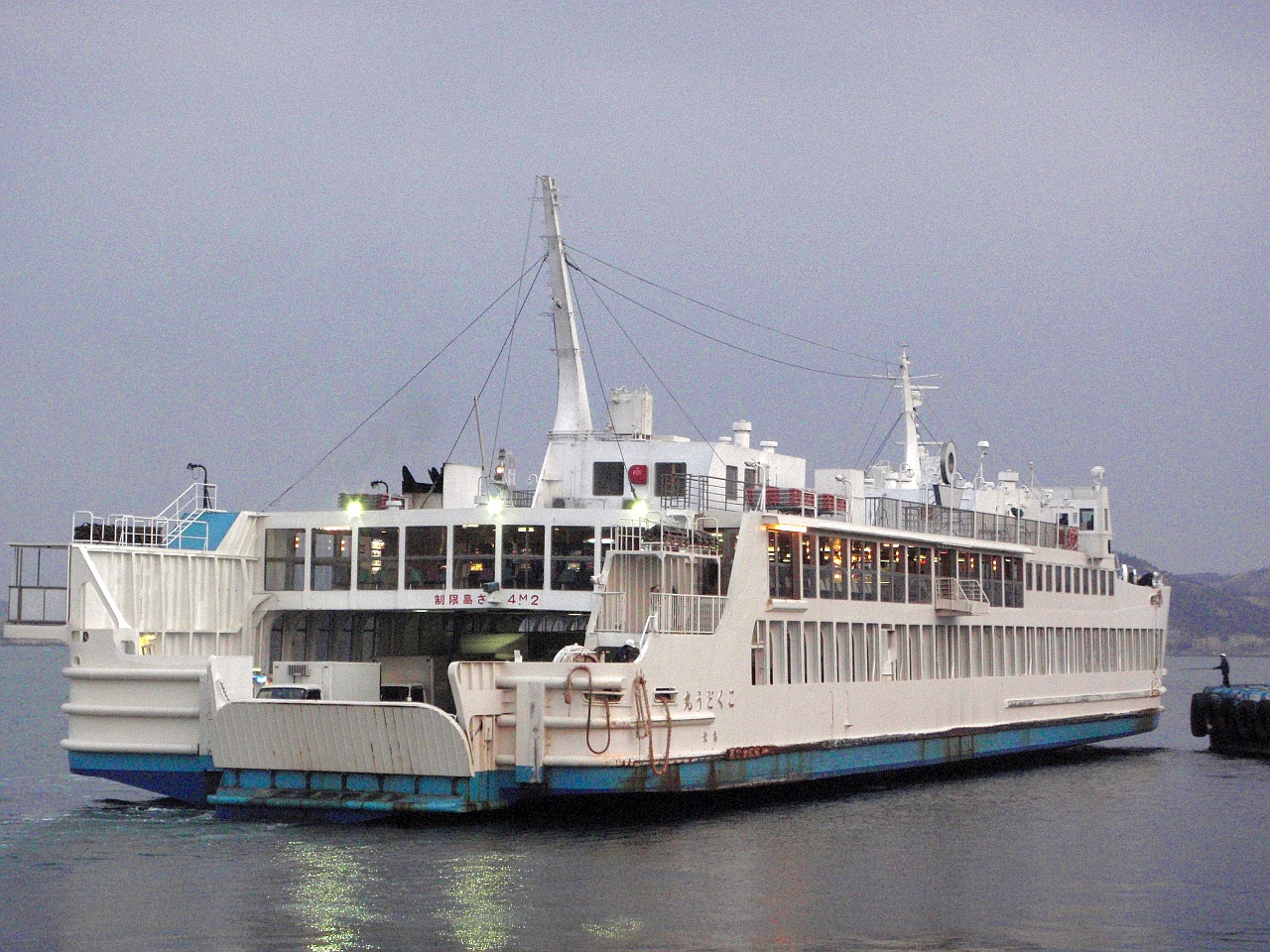
こくどう丸 - 宇野港

### 休止時点での就航船舶
- こんぴら丸 (2代)
「近代設備を誇るこんぴら丸」2000トン型（1992年当時のパンフレットなどに記載されていたキャッチフレーズ）
1988年竣工・同年4月11日就航[6]。
960総トン、全長71.8m、幅14.7m、出力2,800馬力、航海速力13.0ノット（最大15.4ノット）。
旅客定員488名。車両積載数：乗用車53台、トラック（8t換算）23台、バス19台。林兼造船長崎造船所（現：福岡造船長崎造船所）建造。
船内にある2台のテレビは地上デジタル放送対応になっている（客室向かって右側の1台は、HDTV相当の画質であるが、もう1台左側のものはブラウン管タイプのワイドテレビ使用のため、HDTV相当の画質ではない）。
建造時はサロンデッキ部分に噴水や装飾の照明があったが、終航時点では噴水は使用されておらず、照明の一部は撤去されていた。

- たかまつ丸 (2代)
「さらにハイテクなたかまつ丸」2000トン型（1992年当時のパンフレットなどに記載されていたキャッチフレーズ）
1989年竣工・同年3月1日就航[6]、2008年改装。
960総トン、全長71.8m、幅14.7m、出力2,800馬力、航海速力13.0ノット（最大15.4ノット）。
旅客定員488名。車両積載数：乗用車53台、トラック（8t換算）23台、バス19台。林兼造船長崎造船所建造。
2008年10月1日、日本初のフェリー内漫画喫茶が開業した（定員15名）。利用は、高松港を8-18時に出港する4便と宇野港を9時30分-16時30分に出港する3便に限られる。利用料金は500円（運賃別途）。
船内にある2台のテレビは、地上デジタル放送対応になっている。
建造時はサロンデッキ部分に噴水や装飾の照明があったが、終航時点では噴水は使用されておらず、照明の一部は撤去されていた。

- こくどう丸 (2代)
「アミューズメント感覚のこくどう丸」2000トン型（1992年当時のパンフレットなどに記載されていたキャッチフレーズ）
1991年11月竣工・同月13日就航[6]、2000年改装。
960総トン、全長71.8m、幅14.7m、出力2,800馬力、航海速力13.0ノット（最大15.6ノット）。
旅客定員488名。車両積載数：乗用車63台、トラック（8t換算）46台。林兼造船長崎造船所建造。
船内にある2台のテレビのうち、客室向かって右側の1台は地上デジタル放送対応（HDTV相当の画質）。
2002年のドック入り時に右舷防舷材の延長の改造を実施。
建造時はサロンデッキ部分に装飾の照明があったが、終航時点では照明の一部が撤去されていた。

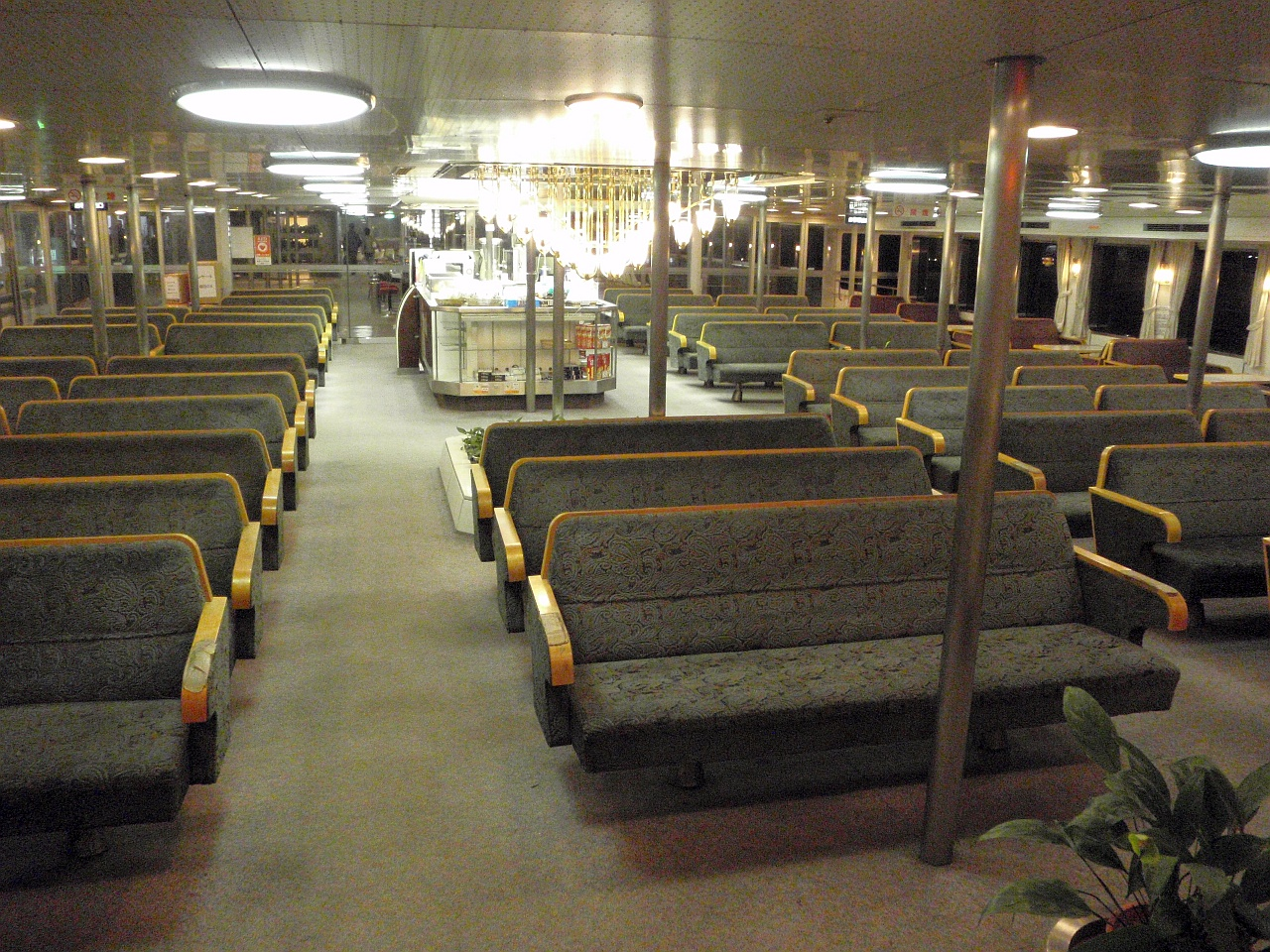
こんぴら丸の客室（前部から、中央部分は売店。ガラスの仕切りより外側が後部サロンデッキ）
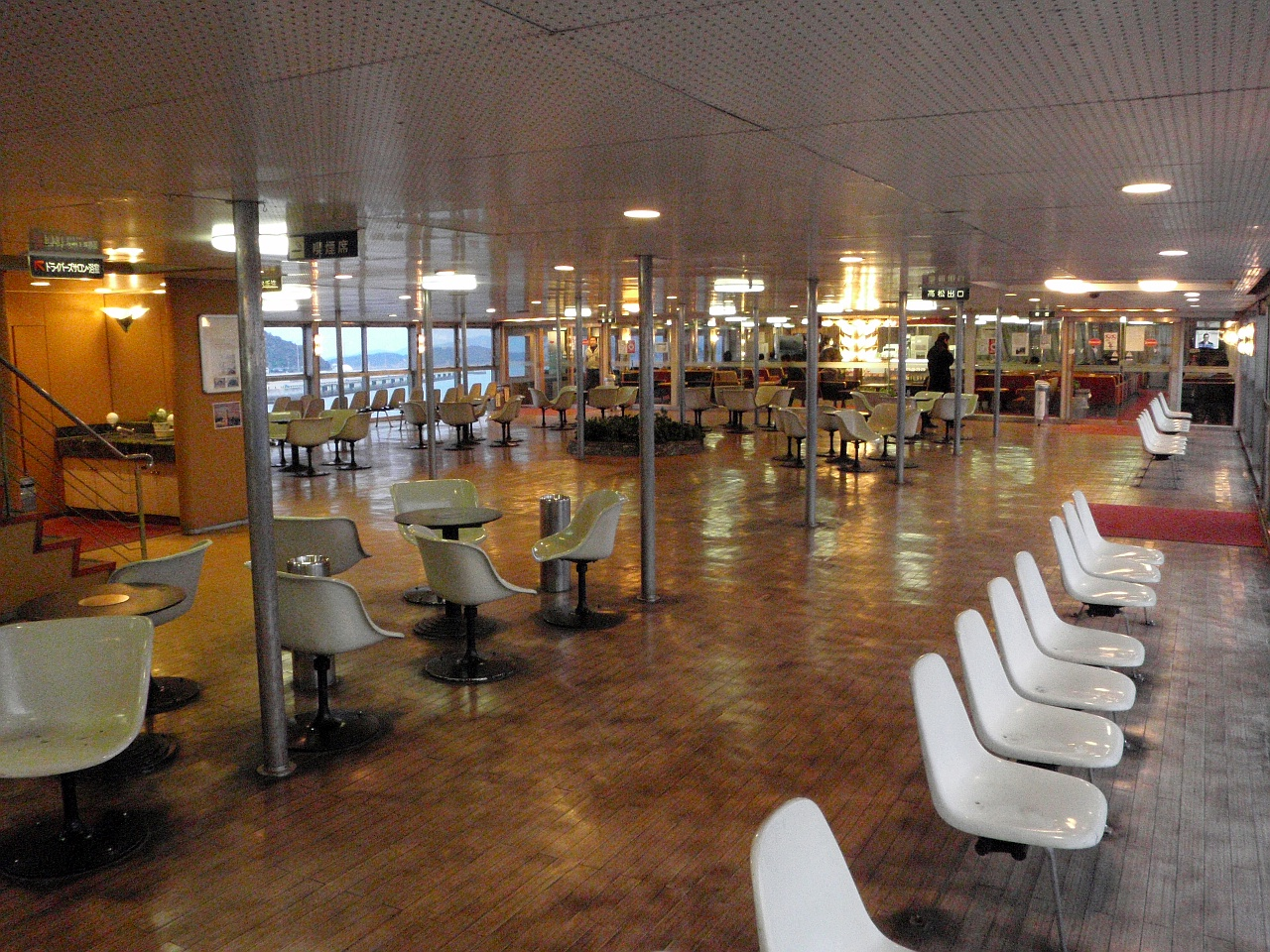
こくどう丸の後部サロンデッキ

### 過去に就航していた船舶

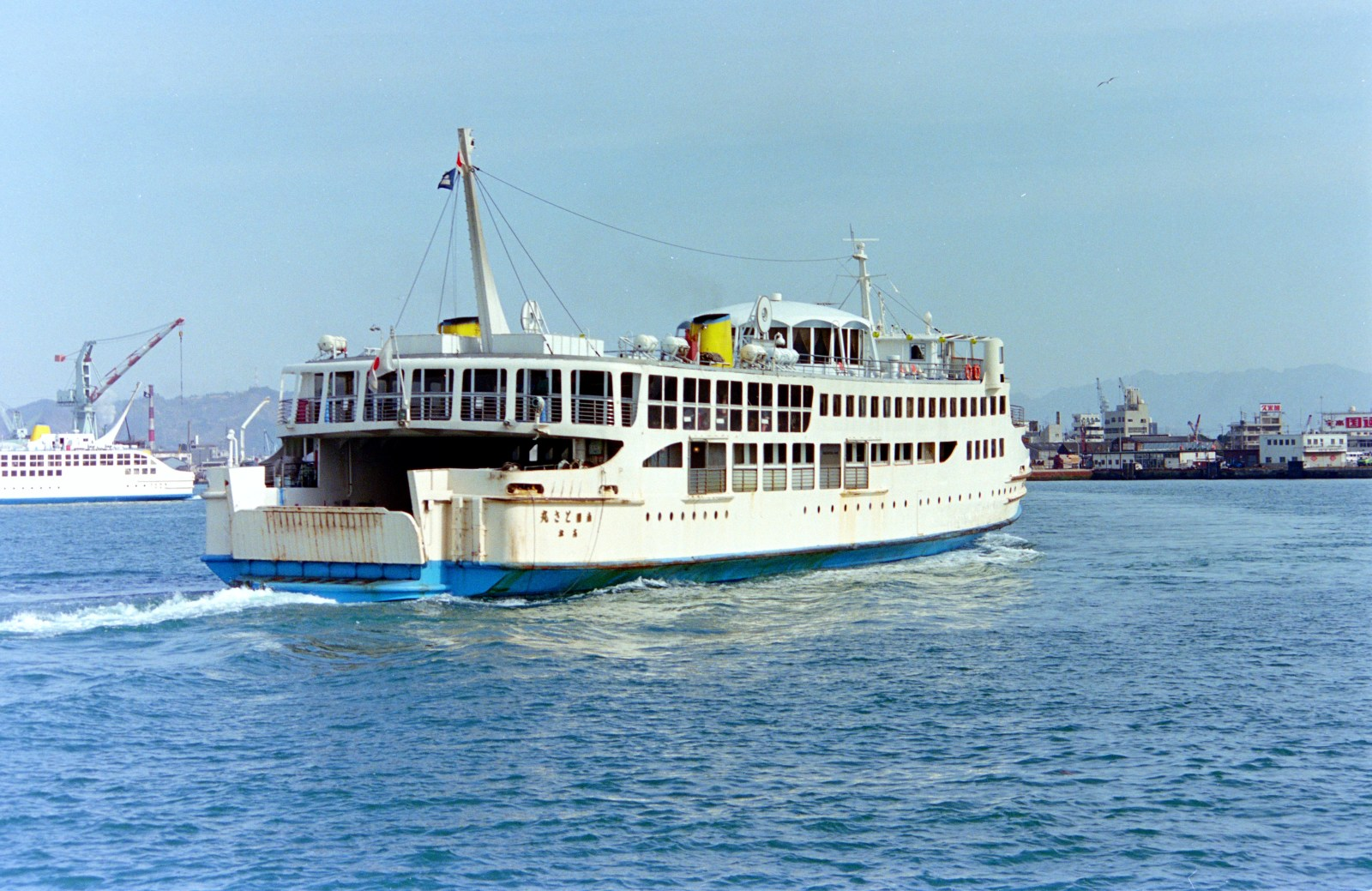
南国とさ丸 - 高松港

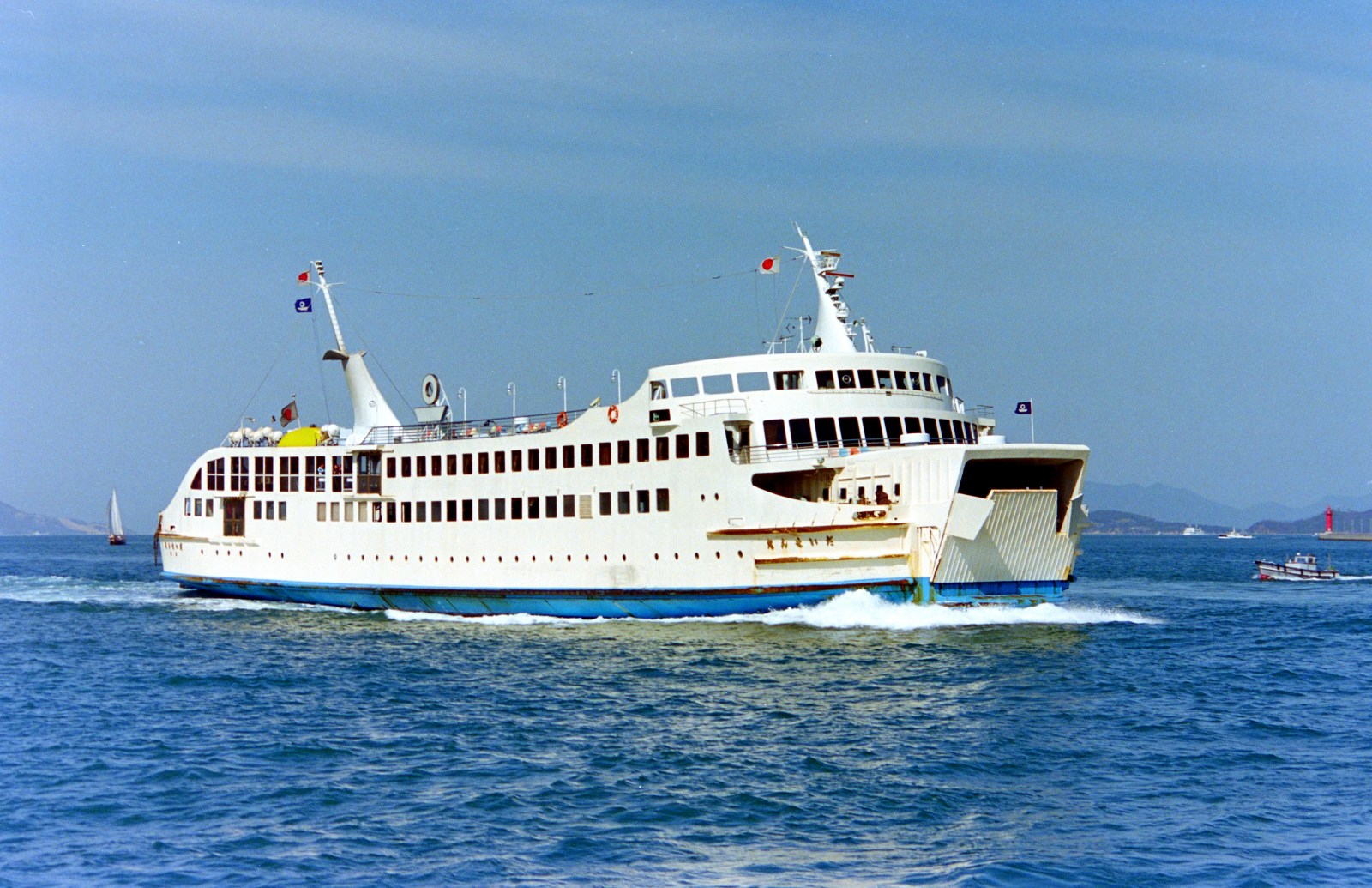
だいせん丸 - 高松沖

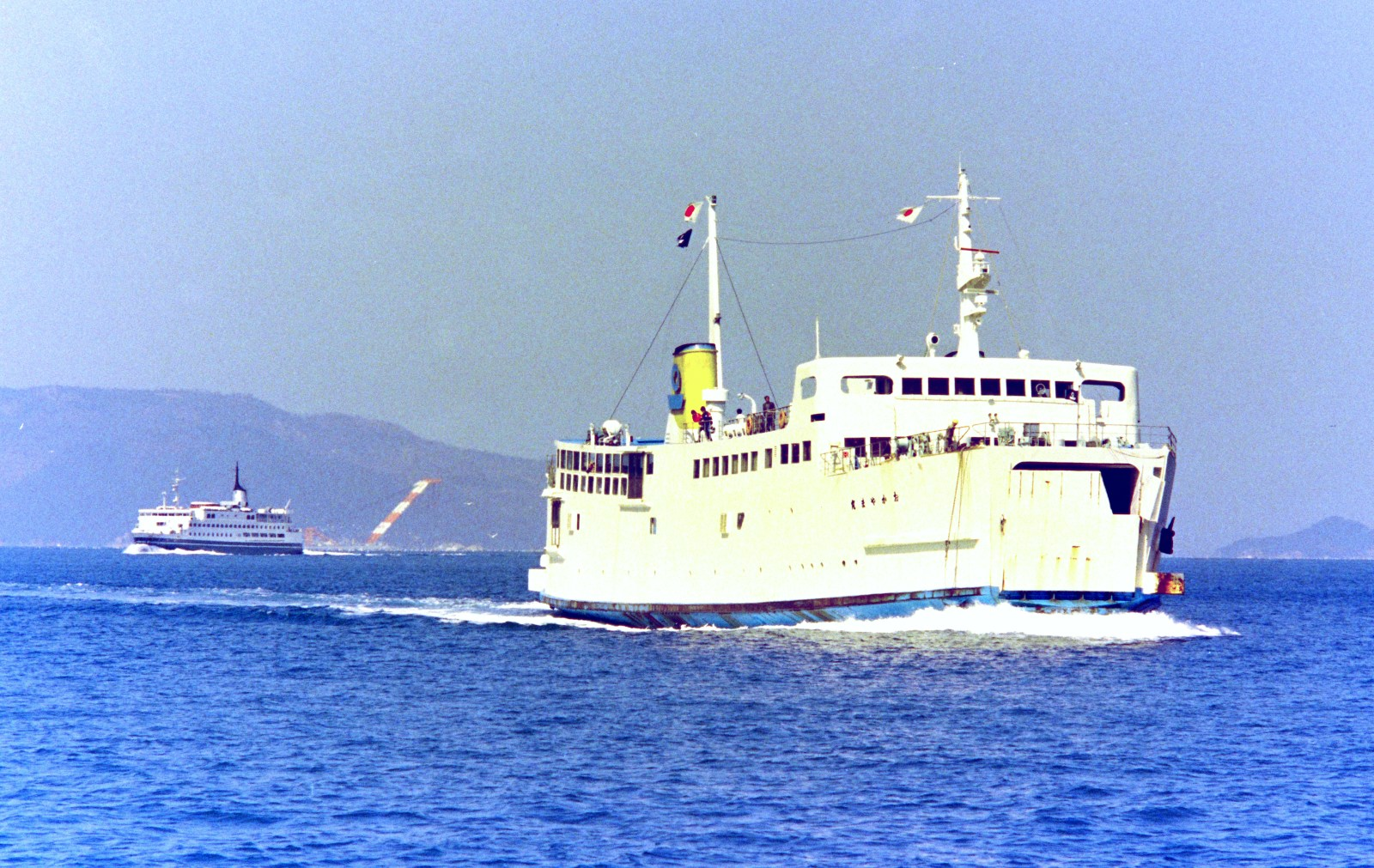
おかやま丸 (初代) - 高松沖

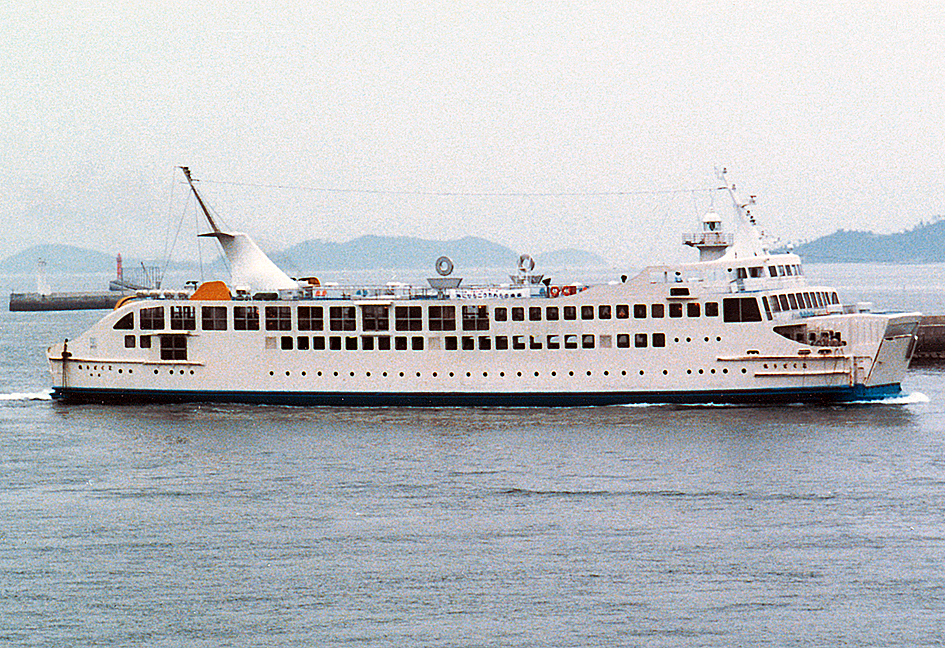
こくどう丸 (初代) - 高松港

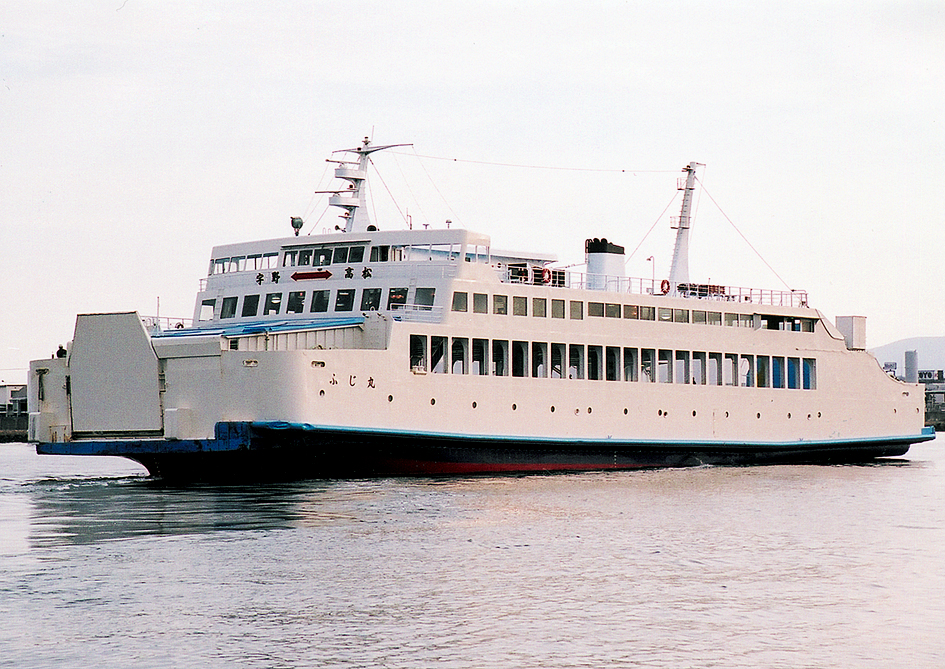
ふじ丸 - 高松港（2005年2月）

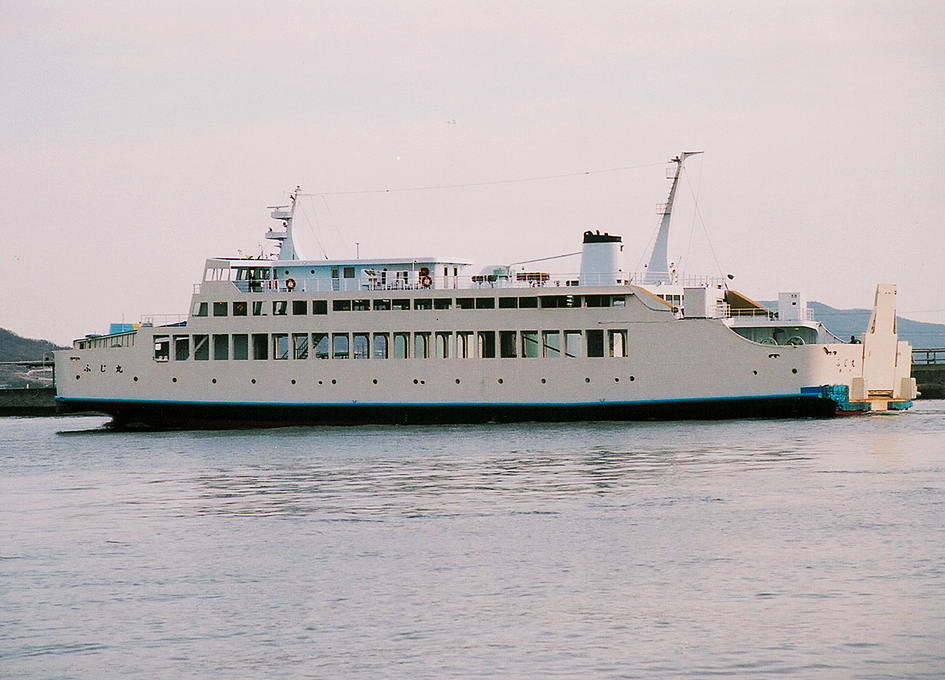
ふじ丸（後部に「神戸」の字が入っている） - 高松港（2005年2月）

- りつりん丸 船舶番号88553号
1961年7月25日竣工・同月就航。1977年12月9日フィリピンへ売却。
594総トン、全長45.0m、幅11.0m、出力1,300馬力、航海速力12.5ノット（最大14.0ノット）。
旅客定員530名。車両積載数：トラック（8t換算）17台。四国ドック建造。

- こうらく丸（初代） 船舶番号89337号
1962年4月11日竣工・同月就航。1979年10月2日フィリピンへ売却。
649.2総トン、全長47.8m、幅11.0m、出力1,300馬力、航海速力12.5ノット（最大14.0ノット）。
旅客定員530名。車両積載数：トラック（8t換算）17台。四国ドック建造。

※ りつりん丸・こうらく丸（初代）は同型船である。
- こんぴら丸（初代） 船舶番号93583号
1963年8月10日竣工、同年9月就航。1981年3月14日タイに売却。
794.6総トン、全長56.0m、幅11.0m、出力1,540馬力、航海速力12.7ノット（最大13.8ノット）。
旅客定員625名。車両積載数：トラック（8t換算）19台。四国ドック建造。

※ こんぴら丸から、船首密閉型になる。
- どうご丸 船舶番号95424号
1964年10月16日竣工・同月就航。1981年3月14日タイに売却。
877.9総トン、全長57.0m、幅11.0m、出力1,700馬力、航海速力13.0ノット（最大13.3ノット）。
旅客定員682名。車両積載数：自動車45台、トラック（8t換算）13台、バス10台。波止浜造船建造。

- こうち丸 船舶番号88553号
1966年4月20日竣工・同月就航。1983年9月25日ウルグアイに売却。
866.7総トン、全長58.5m、幅11.3m、出力2,100馬力、航海速力13.5ノット（最大14.2ノット）。
旅客定員978名。車両積載数：自動車28台、トラック（8t換算）20台。波止浜造船建造。
ブリッジ後方部分にスカイルームを装備。

- 南国とさ丸・たかまつ丸 (初代)
（南国とさ丸）1967年竣工。1988年、ギリシャに売却。
（たかまつ丸）1969年4月竣工・就航。1988年、ギリシャに売却。
（以下、共通の諸元）1,019.0総トン、全長63.9m、幅11.3m、出力2,200馬力、航海速力15.0ノット（最大16.0ノット）。
旅客定員1,070名。車両積載数：乗用車64台、トラック（8t換算）25台。波止浜造船建造。
屋上に、展望デッキを装備。

- だいせん丸
1971年12月竣工・就航。1989年、パナマに売却。
1480.6総トン、全長72.7m、幅14.8m、出力2,660馬力、航海速力15.0ノット（最大15.5ノット）。
旅客定員1,100名。車両積載数：乗用車82台。讃岐造船鉄工所建造。

- おかやま丸 (初代)・かがわ丸
（おかやま丸）1971年5月竣工、元阪神バイパスフェリー「泉州」。1974年5月就航。1989年、パナマに売却。
（かがわ丸）1971年竣工。元阪神バイパスフェリー「摂津」。1989年、パナマに売却。
（以下、共通の諸元）1,138.9総トン、全長70.0m、幅14.7m、出力3,200馬力、航海出力15.8ノット（最大17.2ノット）。
旅客定員600名。車両積載数：乗用車14台、トラック（8t換算）15台。

- こくどう丸 (初代)
「日本初の船内エスカレーターのあるこくどう丸」3000トン型（1980年代のパンフレットなどに記載されていたキャッチフレーズ）
1979年12月竣工・就航。1990年、大韓民国に売却。
999.6総トン、全長76.7m、幅14.8m、出力3,200馬力、航海速力14.5ノット（最大15.9ノット）。
旅客定員720名。車両積載数：乗用車74台、トラック（8t換算）29台。讃岐造船鉄工所建造。
船内の左側前方に車両甲板と客室階とをつなぐエスカレーターを、サロンデッキ部分に噴水を装備[要出典]。

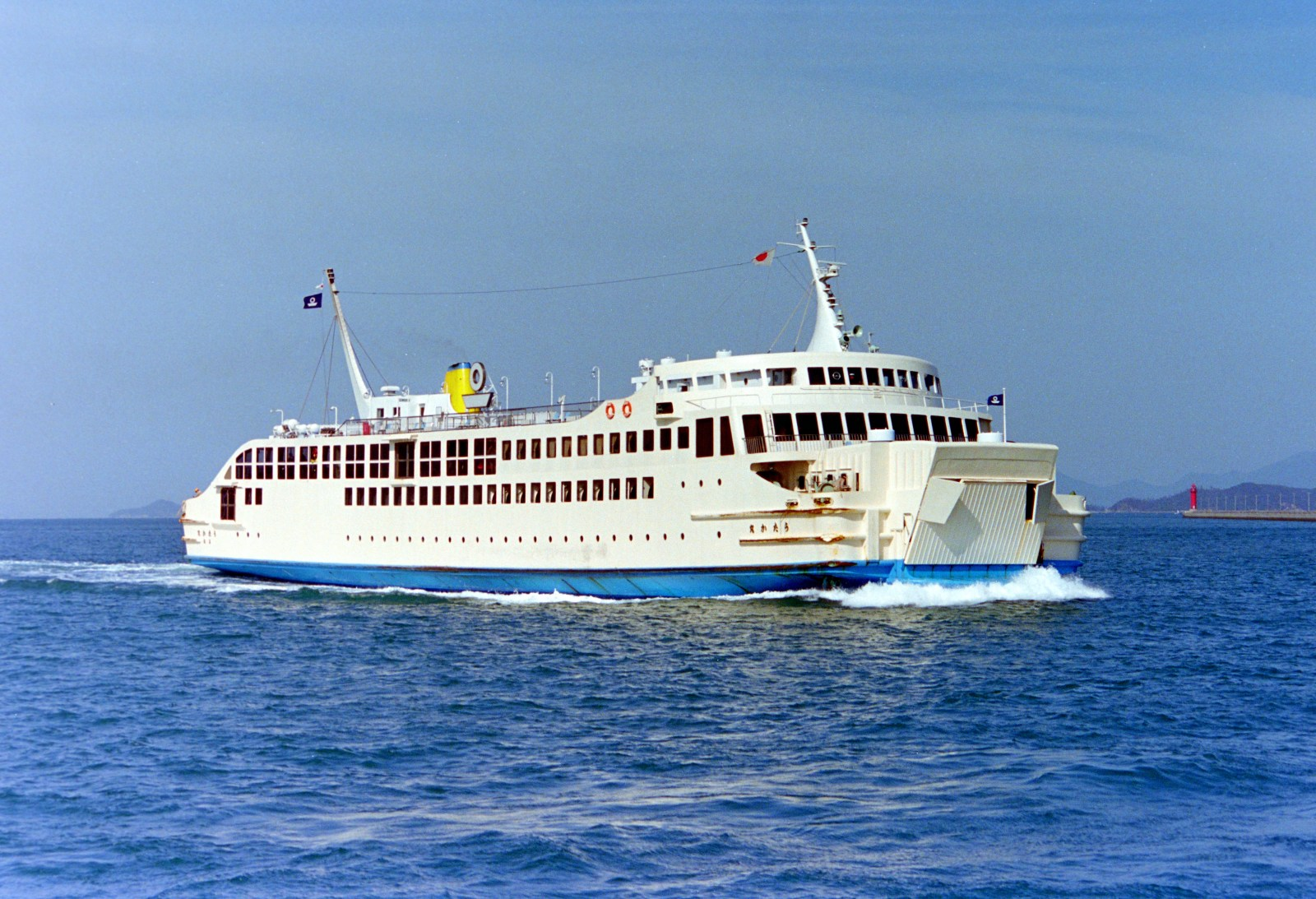
うたか丸 - 高松沖

展望室を装備。

- うたか丸
「ロングエスカレーターのあるうたか丸」3000トン型（1980年代のパンフレットなどに記載されていたキャッチフレーズ）
1980年竣工。1992年、パナマに売却。
999.6総トン、全長76.7m、幅14.8m、出力3,200馬力、航海速力14.5ノット（最大15.9ノット）。
旅客定員720名。車両積載数：乗用車74台、トラック（8t換算）29台。讃岐造船鉄工所建造。
船内の中央部分に車両甲板と客室階サロンデッキとをつなぐエスカレーターを、サロンデッキ部分に大噴水を装備。
展望室、お風呂を装備。

※ うたか丸の就航から、現行の空色ベースの塗装になり、それに合わせて同時に就航している船も関西汽船ベースの色から塗り直された。
※ こくどう丸（初代）・うたか丸は同型船であるが、細部のデザインや装備などが若干異なる。

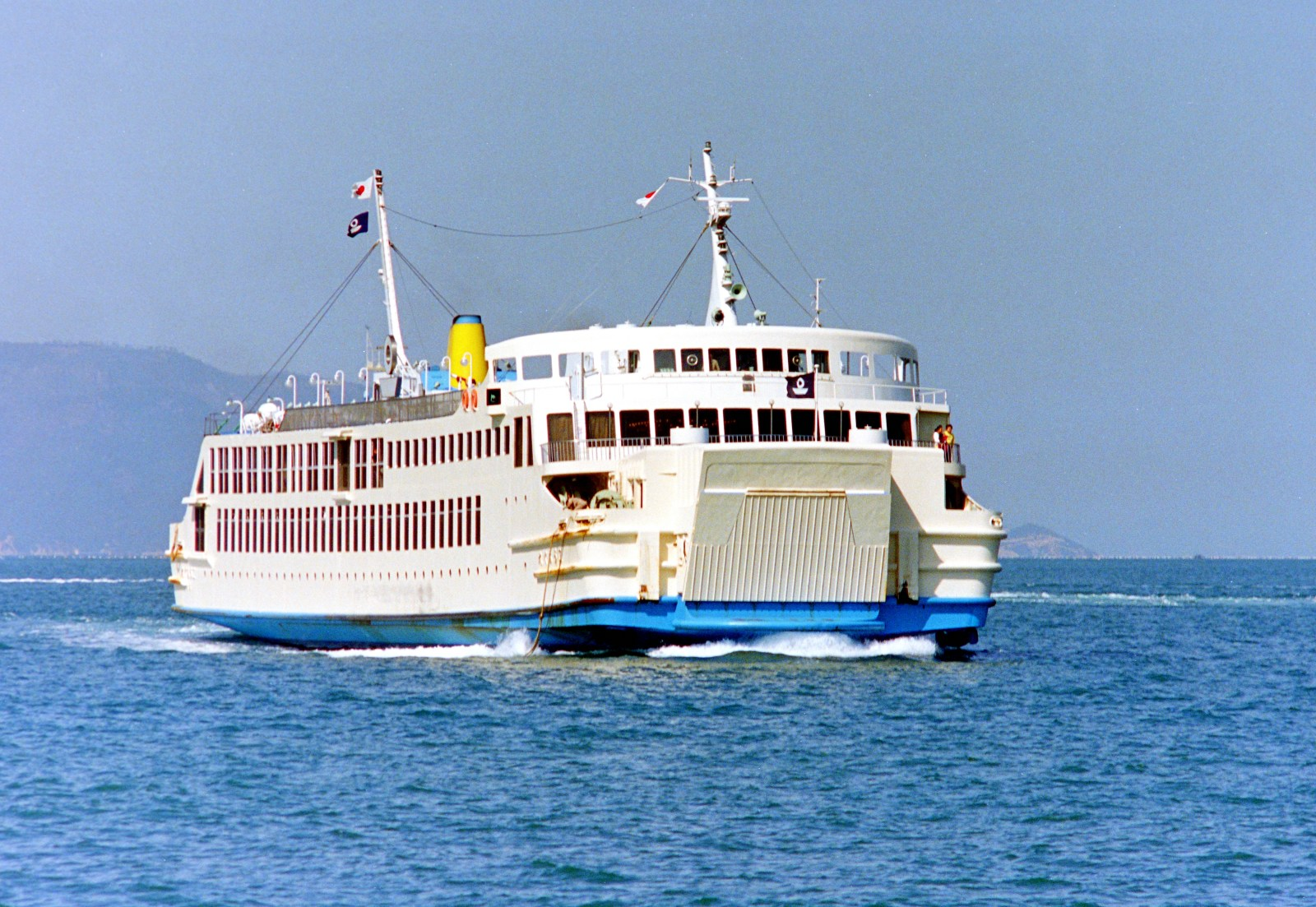
こうらく丸 (2代) - 高松沖

- こうらく丸 (2代)
「設備も雰囲気も超豪華なこうらく丸」3000トン型（1992年当時のパンフレットなどに記載されていたキャッチフレーズ）
1983年7月竣工、同年8月就航。1998年、クロアチアに売却。
1,940総トン、全長81.2m、幅15.1m、出力3,200馬力、航海速力15.3ノット（最大16.1ノット）。
旅客定員730名。車両積載数：乗用車76台、トラック（8t換算）30台。林兼造船長崎造船所建造。
うたか丸と同様に、船内の中央部分に車両甲板と客室階サロンデッキとをつなぐエスカレーターを、サロンデッキ部分に大噴水を装備。

- りつりん丸 (2代)
「フェリー界の話題をさらったりつりん丸」2000トン型（1992年当時のパンフレットなどに記載されていたキャッチフレーズ）
1988年3月竣工、同月24日就航[6]、2001年改装。2010年、日本国外へ売却[7]。
960総トン、全長71.8m、幅14.7m、出力2,800馬力、航海速力13.0ノット（最大15.4ノット）。
旅客定員488名。車両積載数：乗用車53台、トラック（8t換算）23台、バス19台。林兼造船長崎造船所建造。
建造時はサロンデッキ部分に噴水や装飾の照明があったが、晩年は減トンのために噴水は使用停止、照明の一部は撤去されていた。
2001年のドック入り時に右舷防舷材の延長の改造を実施。

- おかやま丸 (2代)
「一流ホテルなみの豪華さを誇るおかやま丸」2000トン型（1992年当時のパンフレットなどに記載されていたキャッチフレーズ）
1988年竣工、同年11月30日就航[6]。2009年12月、日本国外に売却[要出典]。
960総トン、全長71.8m、幅14.7m、出力2,800馬力、航海速力13.0ノット（最大15.4ノット）。
旅客定員488名。車両積載数：乗用車53台、トラック（8t換算）23台、バス19台。林兼造船長崎造船所建造
建造時はサロンデッキ部分に噴水や装飾の照明があったが、晩年は減トンのために噴水は使用停止、照明の一部は撤去されていた。

※りつりん丸（2代目）・おかやま丸（2代目）は、こんぴら丸（2代目）・たかまつ丸（2代目）と同型船であるが、おかやま丸（2代目）は宇野徒歩客出入口後部のデザインなどが異なっていた。
- 第十八日通丸（津国汽船）→ふじ丸
1990年1月竣工、同年10月就航、2004年3月宇高国道フェリーに移籍し2005年1月就航[要出典]。
975総トン。全長60.1m、幅13.9m、出力2,800馬力。航海速力12.0ノット（最大14.5ノット）。
旅客定員285名。車両積載数：トラック（8t換算）30台。西大寺造船所建造。
元・津国汽船高松・宇野航路（本四フェリー）の第十八日通丸。2004年4月、同社が四国フェリーと共同運航開始に伴い余剰となり加藤汽船に売却ののち、2005年1月の他船ドック入りにともなう代替船として就航[要出典]。2008年春をもって運用離脱し同年11月、インドネシアの「ダルマ・ラウタン・ウタマ社」に売却し、船名を「DHARMA FERRY IX」に変更。
加藤汽船所属のため、所属港は神戸港となっていた。定期運用船の修理やドック入りなどのさいに代替船として運航されていた。車両甲板へのタラップを宇高国道フェリーの可動橋に対応した形に改造していた。高松港の徒歩客用タラップは就航前に対応のための改造がなされていたが、宇野港の徒歩客用タラップには対応していなかったため、宇野港では徒歩客も自動車と同じ可動橋からの乗下船となっていた。また、定期運用船にある浴室が無かったほか、売店のメニューも一部が異なっていた[要出典]。

## 航路休止までの経緯
瀬戸大橋開業後も橋の通行料金が高かったためトラックを中心に一定の需要があり、複数会社が競合する状況で20年以上終日等間隔の運航を維持していた。しかし、2008年4月以降は減便を実施し、さらに同年10月と2009年3月に高速道路の大幅な通行料金引き下げがおこなわれると車両輸送は大きく減少した。2010年に一度航路廃止を表明したがこのときは取り下げた。しかし、その後も抜本的な利用状況の好転が見込めないことから、2012年に航路の休止に至った。
- 2008年4月1日より、深夜から朝にかけて減便が実施され、1日50往復(5隻)から1日37往復(4隻)となった。これにより運賃体系も大幅に変更された。2ヶ月毎の配船で5隻のうち1隻が交代で予備船となった。
- 2009年12月20日より、終日にわたり減便され、1日22往復となった。
  - 同じ航路を運航する四国フェリーとは競合関係にあったが、この減便以降は運航時刻を調整し（両社が交互に出港するようにした）、両社によって発行された往復乗船券や回数券の相互共利用を可能にするなどの協調を行っている。ただし、2010年の16往復への減便時には四国フェリーは減便しなかったため運航時刻は調整していない。一旦便数は元に戻り交互運航に戻ったが、2012年6月の国道フェリー減便後は両社同時刻発の便が発生するなど時刻の調整は打ち切られた。
- 2010年2月12日、高速道路の大幅割引のため経営が成り立たない事を理由に、同年3月26日最終便をもって四国フェリーともども航路の運航を終了することを発表した。この決定に先立ち、両社での事業統合も模索したが交渉が決裂していた[9]。
- しかし、同年3月4日、同社は国土交通省四国運輸局に申請していた航路廃止届を取り下げ、減便の上で当面運航を継続することを単独で発表した[10]。その後、四国フェリーも廃止届を取り下げた[11]ことから、宇高航路は2社体制のままで当面の間運航されることとなった。
- 同年4月1日より国道フェリーは運航便数を16往復（2隻運航、1隻予備）に減らしたが、その後瀬戸内国際芸術祭のため22往復に復旧、その後も継続されていた。ただ、船は22往復の場合3隻体制となり予備船がないため、ドック入りの際には減便をして対応した。
- 2012年6月3日からは22往復を13往復に減らし、終夜運航をとりやめたが[5]、瀬戸大橋の料金体系が2014年度から引き下げる意向が示されていることなどから、収支改善の見込みがないとして同年10月17日をもって航路休止することが同8月21日に明らかとなり[12]、24日に休止届を四国運輸局に提出した[13]。同社では従業員は関連会社に配置転換するほか、今後については高速艇や観光クルーズ船での再開も視野にいれるとしている[12][14][13]。10月17日の高松発14時30分、宇野発16時30分発の便が最終便と告知され[15]、高松発は予定通り、岡山発は定刻より10分遅れの16時40分発を最後に51年の運航に幕を下ろした[16]。

2013年9月、国道フェリーは10月17日までの運航休止期間を1年間延長することを四国運輸局に届け出た。会社によると、予定される瀬戸大橋通行料金の引き下げ後の水準を見てから運航再開の判断をする予定であるが、現時点では料金水準が示されていないため、休止を延長したという。
しかしその後、報道や発表のないまま休止期間が終了となる2014年10月17日を過ぎており、再度の申請がなされていなければ航路廃止となる。運航継続していた四国フェリーは、瀬戸大橋のETC通行料金引き下げの影響により、2014年7月に早朝深夜運航の取りやめを含む減便を実施した。その後も状況は改善せず、2019年12月15日を最後に運航を休止し、宇高航路は全廃された。

## 本社・営業所など
- 本社（高松港乗り場） - 香川県高松市北浜町1番1号
- 宇野営業所（宇野港乗り場） - 岡山県玉野市宇野一丁目2番12号

高松港乗場にはデイリーヤマザキ国道フェリー高松店と食堂、宇野港乗場にはヤマザキショップが併設されていた。デイリーヤマザキは航路休止後もしばらく営業を続けていたが、2013年8月に閉店した。
2010年当時、高松港乗り場では徒歩の乗船客の改札はおこなわれておらず、下船の際に半券を渡すシステムであった。また、高松港・宇野港とも車両を伴わない乗客は2階のデッキの出入り口から乗下船できた（四国フェリーは車両甲板から階段を経由）。

## 愛称
香川県がうどん県としてPR活動を始めたのに合わせ、利用拡大策として2012年5月2日から「宇高うどんフェリー」の愛称を使用。船内売店のうどんを値下げするほか、船とタイヤを模した社章のタイヤ部分をうどん県のマークと合わせたシンボルマークを作り、従来の社章との併用をおこなった。航路休止により、この愛称は5ヶ月間のみの使用で終わった。

## マスコットキャラクター
2010年より自社イメージキャラクターとして、岡山県赤磐市在住の漫画家八的暁のデザインによる、マリンルックに身を包んだサーファーの萌えキャラ少女「まりんちゃん」を制定。グッズも販売されていた。
キャラクターはのちに長姉「うたか かれん」と次姉「うたか いおん」も加わり、まりんの名を「うたか まりん」と設定し直して「うたか三姉妹」となった。
同社では保有していた3隻を就航順に長女「かれん」＝こんぴら丸、次女「いおん」＝たかまつ丸、三女「まりん」＝こくどう丸の担当キャラクターとしてもPRした。
2012年には前記の「宇高うどんフェリー」活動に伴い、うたか三姉妹にもうどんの丼を持ったイラストが追加作成された。また三姉妹のツイッターアカウントも開設。さらにフェリーの船内放送も三姉妹が担当するようになった。
航路休止が決まると、キャラクターグッズを買い占める動きが出たため、会社側が購入制限を設定する事態になった。最終的に航路休止よりも前にグッズは完売した。

### うたか三姉妹
うたか かれん
白い短パンに長髪の長姉。しっかり者で心優しい大人なお姉さまで高いヒールの靴を好む。おっとりしている18歳。3姉妹の母親的存在。密かに猫好き。博愛精神の持ち主だが博愛すぎて恋愛には疎い上に鈍感で、浮いた噂は一つとして無いと言われる。社章の入った帽子を愛用。こんぴら丸担当。
うたか いおん
青の短パンにベリーショートヘアの次女。活発で健康的な14歳の思春期少女。手旗信号が得意。
男勝りでサバサバしており、機械いじりが得意。将来は整備士になりたいらしい。社章の位置はベルトのバックル。たかまつ丸を担当。
うたか まりん
長袖に白短パンのセーラー服を着たツインテールの末娘。10歳。好奇心旺盛だが実は恥ずかしがり屋。
スイーツ好きでサーフィンも好む。天然気質で失敗ばかりするために姉二人からはいつも心配されている。社章は左胸のワンポイント。こくどう丸を担当。最初に制定されたマスコットキャラクター。

## 関連会社・事業
- 姉妹フェリー会社として高松東港と神戸港・新港フェリーターミナルを結ぶジャンボフェリーがある。
- 2008年6月1日には鮎滝カントリークラブを運営する瀬戸内海放送の関連会社、ケイエスビリクリエーションズ株式会社を合併し、当社のゴルフ事業部としている。
- 2013年9月9日、高松市が募集していた遊休地での太陽光発電事業予定者に宇高国道フェリーが選定された。牟礼環境美化センターと日生ニュータウン浄化槽跡地を利用し、約29万kW時の年間発電量を見込み同年度内に市と同社で契約を結ぶとしている[29]。
- 香川県東かがわ市三本松に在する宿泊施設（ホテル）である「三本松ロイヤルホテル」の運営も手がけていたが、2015年11月30日をもって休業する事を発表した。同ホテルは高松市内を中心にスーパー銭湯を経営している創裕に引き継がれて2015年12月1日より営業が再開された[30]ものの、2020年の新型コロナウイルス感染症の影響で同年5月1日より休業、そのまま営業再開せず同年6月30日に閉館に追い込まれた。

## 備考
- 瀬戸大橋線は気象条件（強風）による運転規制がかかることがしばしばあるため、列車運転見合わせの場合は宇高航路のフェリーが代替輸送をおこない[31]、当社もその任を担っていた。
- 6m未満の乗用車の料金体系は普通車と軽自動車という2区分に簡素化されているほか、車両航走運賃には運転手の運賃が含まれている上に、同乗者も（車両の定員まで）無料としていた[注釈 4]。
- 宇高航路は国道30号の海上区間を担っているが、高松港では乗り場前がそのまま国道30号の四国側起点となっている。なお、本州側の終点は宇野駅前交差点にあり、乗り場から800mほど離れている。
- 高松側のりばからことでん瓦町駅方面へ延びる高松市道には、同社の創業に由来する「フェリー通り」の通称がある。
- 宇野港の乗り場前には両備バスの路線が接続していた。
- 2005年の夏より船内における讃岐うどんの調理販売が行われていた。
- 1980年代にはフェリー初のエスカレーターを装備した「こくどう丸」や「うたか丸」、さらに噴水などを装備した豪華仕様の船舶「こうらく丸」があったが、休止以前に姿を消している（90年代半ばまでのTVCMで使われた）。なお「こうらく丸」はクロアチアの海運会社Jadrolinija社に売却され、現在はクロアチア第二の都市SplitとHvar島間の連絡船「Valun」として活躍中。
- 1983年11月にはテレビ朝日系で放送されていた、当時人気のあったアクション刑事ドラマ「西部警察PART-3」の岡山・香川ロケが行われ、このロケでは国道フェリーも宇野港、高松港の乗り場やこうらく丸船内での撮影のほか、ロケ用の貸切便で岡山から香川へのロケ隊の移動も行なわれ、翌1984年2月に放送された。
- 2007年11月6日より、ETCを使った乗船システムの実験運用を開始した。実験期間は2009年3月末までの予定だったが、2010年3月末まで延長され、その後さらに半年間延長されて、2010年9月末までとなり、その後さらに延長されて2011年3月末までとなった[32]。利用には、ITS事業企画株式会社への事前申し込みが必要だった。